# Бернабе Кобо
Бернабе Кобо (ісп. Bernabé Cobo; листопад 1580, Лопера, Іспанія — 9 жовтня 1657, Ліма, Перу) — видатний іспанський історик-натураліст, єзуїтський місіонер та письменник. Зіграв значну роль у винайденні хініну, ліків від малярії — єзуїтської кори — давши її перший опис, 1632 року він привіз її до Європи. Автор Історії Нового Світу — величезної праці з історії Америки. Дав характеристику тихоокеанської холодної течії, пізніше названої ім'ям Гумбольта. На його честь названо рослину Cobaea scandens із родини Біньйонієвих .

## Життєпис

### Родина
Його батьками були представники нижчої знаті Хуан Кобо та Каталіна де Перальта. Бернабе був п'ятою дитиною із шести дітей в родині. Його охрестили 26 листопада 1580 року.

### Подорож до Америки
В 1596 році Кобо відправили до Мексики, де він пробув кілька років. На шляху до Мексики побував на острові Тринідад; на острові Еспаньйола прожив один рік. Потім перебрався до Перу (в дорозі він потоваришував з представником Глави Ордену Єзуїтів Естебаном Паесом, що напевно і спричинило його вступ до Лімських колегій єзуїтів Сан Мартін), коли виповнилося 68 років з моменту його завоювання іспанцями, тобто в 1599 році.

### Навчання
Вступив до ордена єзуїтів 14 жовтня 1601 року. 18 жовтня 1603 став послушником. В 1609 році вирушив до Куско, де залишився на чотири роки. У 1610 році відвідав Тіаванако та Ла-Пас. Вивчив мови кечуа та аймара. У Куско потоваришував з Алонсо Тупа Атау (Alonso Tupa Atau), нащадком правителя Вайна Капака, і через нього дізнався про історію та традиції інків. Кобо особисто бачив полотна, складені при Франсіско де Толедо та Сарм'єнто де Гамбоа, на яких була намальована історія правителів Інків, їхня загальна кількість і те, скільки років вони правили. Причому він так само як Гамбоа помилково говорить про більш ніж тисячолітнє правління одинадцяти королів Інків.

### Місіонерська діяльність
У 1615 році Бернабе Кобо вирушив з місією в Хулі, потім в Потосі, Кочабамба, Чукуїто, Оруро та Ла-Пас, де пропрацював до 1618 року. Потім прибув на узбережжя в Арекіпу, де задокументував цікаві написи стародавніх цивілізацій доінської доби Наскі, Іко та Пі. Був ректором колегії в Арекіпі з 1618 по 1621 роки, потім у 1626 році перебував у Піско, а згодом у Кольяо — до 1630 року. Потім у 1631 році відправлений до Мексики, побував у Нікарагуа та Гватемалі, де пробув до 1643 року, але потім повернувся до Перу.

## Складання книги
Він намагався дізнатися про перших жителів цієї землі, про перших конкістадорів, про всіх їхніх дітей, збираючи безліч відомостей від свідків або від осіб, які безпосередньо щось впізнали від першої особи, використовував перші хроніки (наприклад, маловідомого Бернардіно Васкес де Тапія), листи і доповіді конкістадорів (Доповідь Педро Пісарро), архіви світські та церковні, про що він сам говорить у передмові своєї хроніки. Тому його твори можуть вважатися правдивими і заслуговують на довіру.
Крім того, Бернабе Кобо намагався розкрити таємниці цього Нового світу, зокрема, особливості клімату, природи, рослин.
На складання своєї багатотомної книги Історії Нового Світу у нього пішло 40 років, а закінчена вона була у липні 1653 року в місті Ліма за чотири роки до його смерті. На жаль, від книги до нас дійшла лише Перша частина. Друга та Третя частини вважаються втраченими. Перша частина містить 14 книг і повідомляє про природу Нового Світу, особливо про те, що там виростає та вирощується (він склав довгий список представників американської флори та фауни), також у ній відведено місце космографії. Друга книга містить опис розділу земель, вивчення географічних зон, гір, вулканів, річок. Усі наступні до Одинадцятої становлять Природну Історію, найповнішу і докладну з написаних Новому Світі. Вважається, що зібране ним на два сторіччя випереджало зібране Александром фон Гумбольтом.
Бернабе Кобо як історик, першим висунув гіпотезу про те, що індіанці прийшли з Азії, пройшовши через нинішню Берингову протоку, і ґрунтується він на досить чітких, зрозумілих доводах. Йому була відома фантастична версія Монтесчноса про походження індіанців з міфічної країни Офір, яку відвідував Соломон, але він вважав її помилковою, зважаючи на те, що побудована на більш ранніх помилкових відомостях перших хроністів Нового Світу і тому, що ніяких залишків присутності жителів Старого Світу в Америці зустрічалося: ні назв, ні колоній, ні поселень. Також він більшу частину своєї праці присвятив Історії Інків: їхньому походженню, політиці, релігії, звичаям, побуті. Зокрема він описує географічну систему координат Інків — ceques — напрямних секе, що виходили з Куско .
Друга книга також описує Перу. Третя книга — про Мексику, Філіппіни, Молуккські острови та острови Атлантичного і Тихого океанів.

## Твори
Працю Бернабе Кобо було знайдено в Бібліотеці Церкви Сан Окасіо в Севільї в 1893 році — Перша частина і уривок з Другої.
- Bernabé Cobo. Historia de la Fundación de Lima
- Bernabé Cobo. Historia del Nuevo Mundo. Архів оригіналу за 11 липня 2012.